# Rems
Die Rems [ʁɛms] ist ein Fluss in Baden-Württemberg. Sie entspringt auf 551 m ü. NHN nahe der Gemeinde Essingen bei Aalen im Ostalbkreis am Fuße der Schwäbischen Alb und mündet nach etwa 78 km bei Neckarrems im Landkreis Ludwigsburg auf 203 m ü. NHN von rechts in den Neckar.

## Name
Der Fluss wird 1274 („fluvii, qui dicitur Raemse“) erstmals urkundlich erwähnt. Der Name leitet sich vom althochdeutschen Wort rām „Schmutz“ und dem germanischen Suffix -isō ab.

## Geographie

### Remsursprung

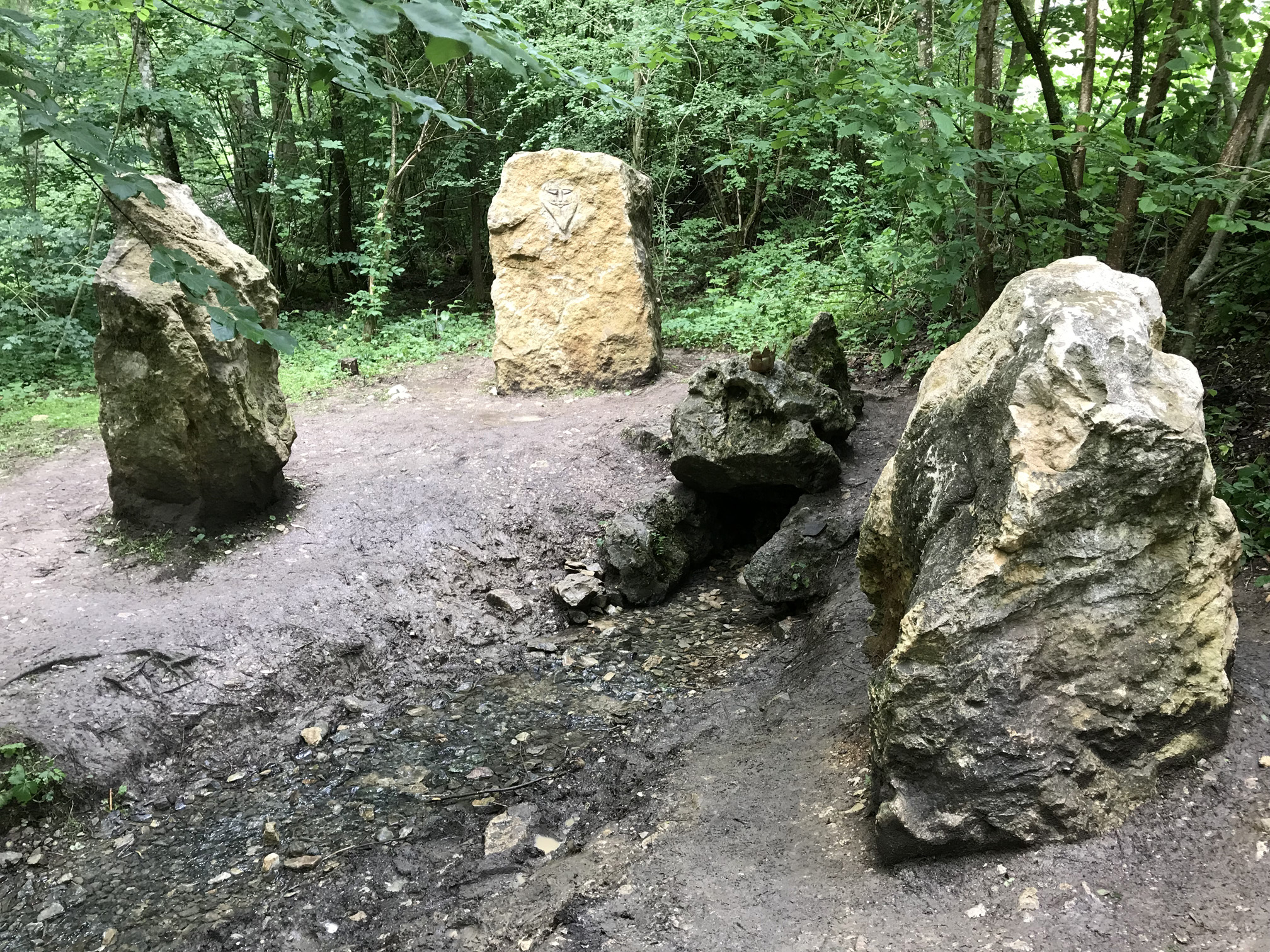
Der Remsursprung

Der Remsursprung oder die Remsquelle liegt etwa 3 km südwestlich von Essingen auf 551,4 m ü. NHN neben der L 1165 südlich des Bergwalds Hart. Es handelt sich um eine als Naturdenkmal ausgewiesene Karstquelle. Die Rems entspringt einer kleinen Öffnung im Berghang. Der Remsursprung ist der Umkehrpunkt auf halber Strecke des Wanderwegs RemstalWeg.

### Verlauf

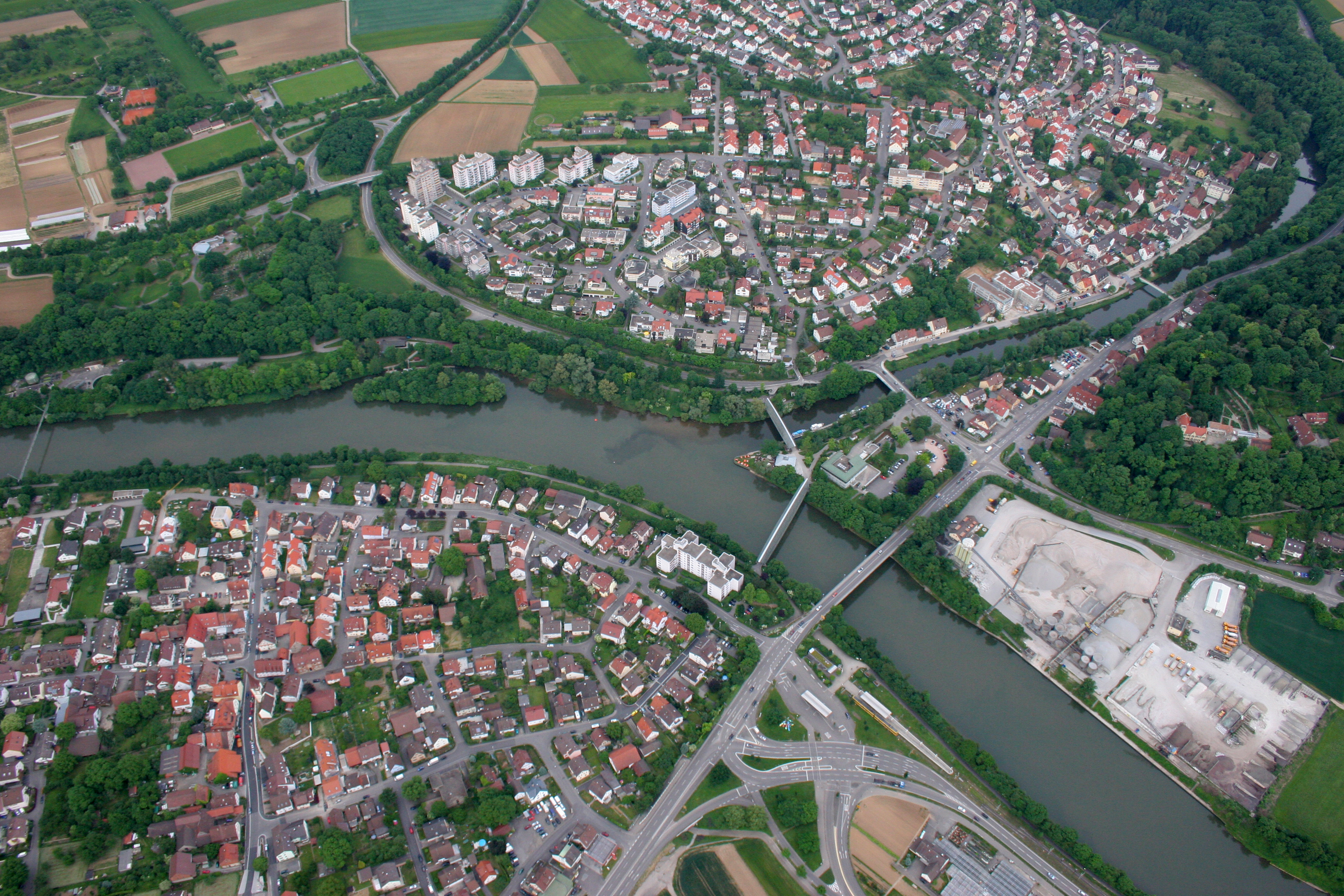
Mündung der Rems in den Neckar

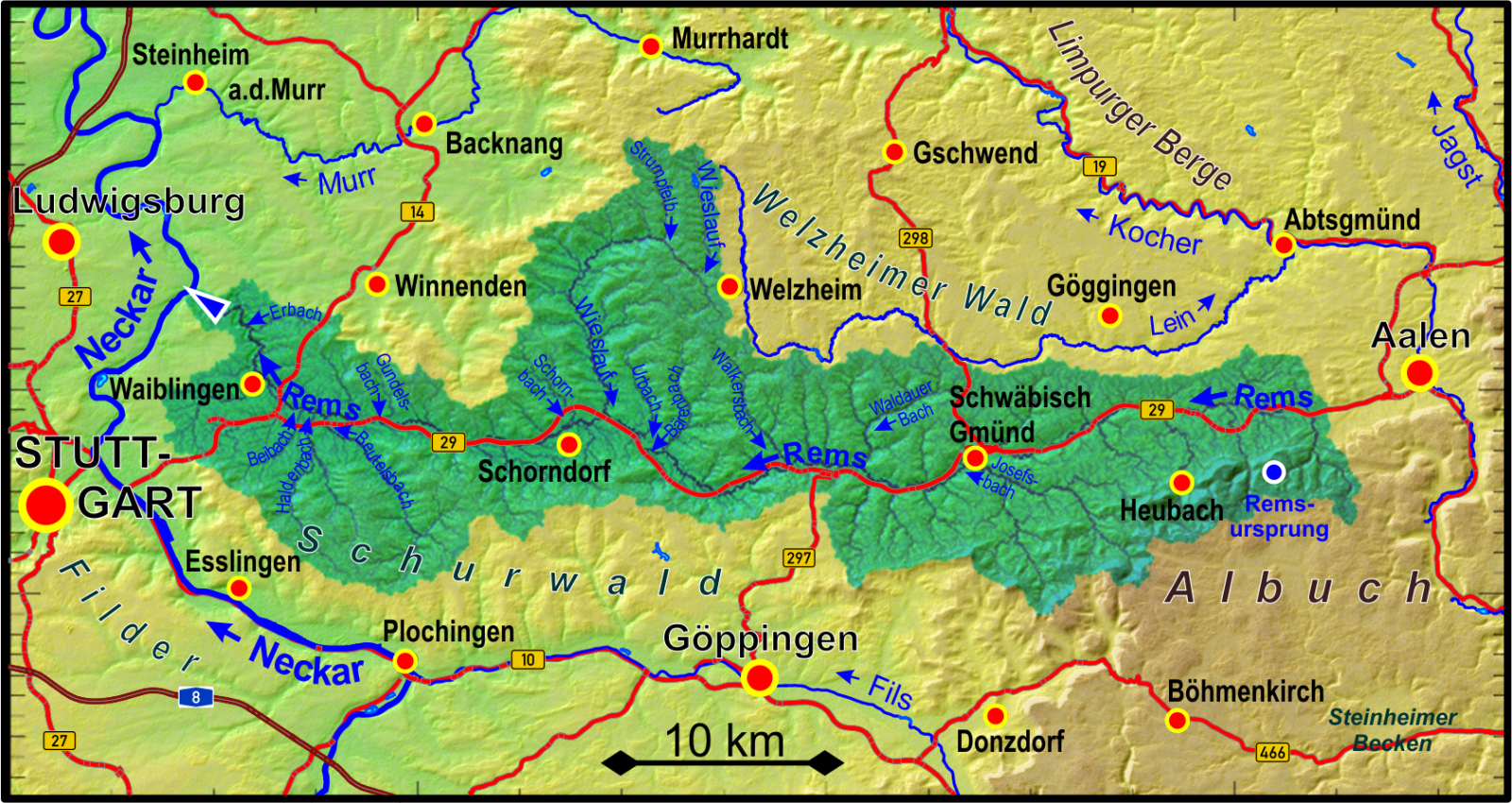
Einzugsgebiet der Rems

Von ihrem Ursprung bei Essingen ab fließt die Rems ein kurzes Stück nach Norden und nimmt dann die Richtung nach Westen. Sie bildet ein breites Tal und wird darin begleitet von der Bundesstraße 29 und der Remsbahn, wodurch das Remstal eine wichtige Verkehrsachse von Ostwürttemberg und den angrenzenden Gebieten Bayerns zum Ballungsraum Stuttgart ist. Nach den Gemeinden Essingen, Mögglingen und Böbingen wird die Besiedlung dichter, auch Gewerbe- und Industrieanlagen werden zahlreicher. Die Rems erreicht nun die Große Kreisstadt Schwäbisch Gmünd. Nach Lorch erreicht die Rems in Waldhausen ihren seit 2018 mit einem steinernen Monolith und einem Steinkreis markierten  Punkt, an dem der Fluss die Hälfte seines Weges zwischen Quelle und Mündung zurückgelegt hat. Dieser Bereich wurde als „Remsmittelpunkt“ im Hinblick auf die Remstal-Gartenschau 2019 neu angelegt.
Danach wechselt sie vom Ostalbkreis in den Rems-Murr-Kreis über. Hinter Plüderhausen und Urbach gelangt sie zur Großen Kreisstadt Schorndorf, wo von rechts der einzige bedeutende Nebenfluss einmündet, die von Norden aus dem Welzheimer Wald kommende Wieslauf. Ab hier findet man an den Talhängen Weinberge; das Remstal ist eines der größten Weinbaugebiete Württembergs. Am Fluss liegen Winterbach, Remshalden und die aus mehreren Ortschaften zusammengefügte Stadt Weinstadt, Sitz der Remstalkellerei, der größten Weingärtnergenossenschaft im Remstal. Neben Weinbergen findet man auch viele Obstanbauflächen, vor allem Kirschen und Äpfel werden kultiviert.
Schließlich erreicht die Rems Waiblingen, den Verwaltungssitz des Rems-Murr-Kreises. Ab hier ändern sich Verlauf wie Gestalt des Remstales stark. Während Bundesstraße und Remsbahn weiter geradeaus nach Westen in Richtung Stuttgart führen, biegt die Rems nach Nordwesten ab. Aus der weichen Keuperstufe tritt sie in das Gebiet des härteren Muschelkalks ein, das Tal wird enger und seine Flanken schroffer. Unterhalb von Waiblingen-Neustadt fließt sie am Stammhaus der Motorsägenfabrik Stihl vorbei und wird von dem 239 m langen und etwa 45 m hohen Remstal-Viadukt der Bahnstrecke Waiblingen–Schwäbisch Hall-Hessental überquert. Dann tritt sie mit mächtigen Mäandern in das Naturschutzgebiet Unteres Remstal ein. Die Prallhänge sind heute meist bewaldet; zum Teil sind aber Reste von Terrassenmauern ehemaliger Weinberge erkennbar. Die flacheren Gleithänge werden noch landwirtschaftlich genutzt. Kurz nach dem Übertritt in den Landkreis Ludwigsburg mündet die Rems bei Neckarrems in den Neckar.

### Zuflüsse
Auswahl:
Quelle der Rems etwa 3 km südwestlich von Essingen.
- Alte Rems, von rechts am Essinger Zollhaus, 3,7 km und 2,9 km².
- Ammersbach, von rechts in Mögglingen, 3,4 km und 6,6 km².
- Lauter, von links beim Mögglinger Bahnhof, 5,1 km und 10,3 km².
- Sulzbach, von links gegenüber dem Barnberg, 1,1 km.
- Klotzbach oder auch Oberer Mühlbach, von links unterhalb der Remsbrücke der Klotzbachstraße in Böbingen, 8,8 km und 9,0 km².
- Krümmlingsbach oder Büchelesbach, von links bei Schwäbisch Gmünd-Zimmern, 5,3 km und 7,2 km².
- Sulzbach aus dem Schießtal, von rechts im zentralen Schwäbisch Gmünd, 5,3 km und 12,5 km².
- Strümpfelbach, am Unterlauf auch Waldstettener Bach nach seinem großen linken Oberlauf und zuletzt Josefsbach, von links am Rand der Gmünder Altstadt, 13,2 km und 48,5 km².
- Rotenbach, von rechts 4,0 km und 4,4 km².
- Tiefenbach aus dem Hölltal, von links, 4,3 km und 6,3 km².
- Tannbach oder (nach rechtem Oberlauf) auch Lichtbach, von links gegenüber einem Hof des Stadtteils Großdeinbach von Gmünd, 4,6 km und 7,6 km².
- Beutenbach, von links im Reichenfeld gegenüber dem Lorcher Haldenhof, 6,3 km und 9,8 km².
- Schweizerbach, von rechts bei Lorch, 10,8 km und 28,4 km².
- Götzenbach, von rechts in Lorch, 4,9 km.
- Aimersbach, von rechts am Friedhof vorbei kurz nach dem vorigen, 5,2 km.
- Walkersbach, von rechts nach den Lorcher Baggerseen auf 273,2 m ü. NN, 8,4 km und 17,1 km².
- Schlierbach, von rechts bei Plüderhausen (Rems-Murr-Kreis), 2,7 km.
- Eichenbach[LUBW 3], von links bei Plüderhausen, 2,9 km.
- Bärenbach, von rechts gegenüber zwei kleinen Baggerseen auf 255,4 m ü. NN, 8,0 km und 16,2 km².
- Urbach, von rechts in Urbach an der Brücke der Remsbahn, 8,6 km und 11,0 km².
- Wieslauf, von rechts bei Schorndorf auf 248,2 m ü. NN, 23,7 km und 77,2 km².
- Eichenbach, von links gegenüber den Sportplätzen zwischen Rems und der Wieslauf-Altlache, 4,8 km.
- Schornbach, von rechts in Schorndorf, 6,6 km und 11,1 km².
- Ramsbach, von rechts bei Schorndorf, 2,9 km.
- Brunnbach, im Unterlauf Weilerbach, von links bei Winterbach, 3,9 km.
- Lehnenbach, von links in Winterbach, 4,9 km und 7,1 km².
- Krebsbach, von rechts in Winterbach, 2,4 km.
- Bücklensweilerbach, Oberlaufname Mönchsklingenbach, von links nach der Kläranlage, 2,8 km.
- Schweinbach, von links vor Remshalden-Geradstetten, 2,1 km.
- Lochbach aus dem Lochshau, von links durch Remshalden-Geradstetten an der Rappschen Mühle, 1,7 km.
- Zehntbach, von rechts 200 m vor der östlichen Siedlungsgrenze Grunbachs, 2,6 km.
- Grunbach, von rechts auf etwa 235 m ü. NHN zuletzt kanalisiert unter der Mühlstraße in Grunbach, 2,8 km und 1,8 km².
- Gundelsbach, von rechts an der Weinstadt-Grunbacher Auffahrt auf die B 29, 3,7 km.
- Heppach, von rechts unter 230 m ü. NHN unterhalb des Großheppacher Gehwegstegs etwas neben der B 29, 4,8 km mit Oberlauf Hörnlesbach und 7,8 km².
- Schweizerbach, oberhalb auch Beutelsbach, von links zwischen Beutelsbach und Endersbach an dessen Auffahrt zur B 29, 11,6 km und 35,6 km².
- Haldenbach, von links nahe dem Sackende der Birkelstraße in Endersbach, 11,1 km und 26,0 km².
- Beibach, von links gegenüber dem Waiblinger Stadtteil Beinstein, 5,6 km.
- Karrbach, von rechts etwas östlich der Mündung des Schüttelgrabens, 2,1 km
- Schüttelgraben, von links auf dem Gebiet der Stadt Waiblingen, 5,0 km und 13,8 km².
- Hörschbach, von rechts auf etwa 222 m ü. NHN an den letzten Häusern von Waiblingen-Beinstein, 2,1 km und ca. 1,7 km².
- Kätzenbach, von rechts vor der Stadtmitte von Waiblingen, 2,1 km.
- Sörenbach, von rechts wenige Schritte danach in unterirdischer Trasse, 2,7 km.
- Erbach, von rechts durch die Fuchsklinge, 3,8 km und 4,3 km².

Mündung der Rems von rechts in den Neckar auf 203,2 m ü. NN nach 78,4 km Lauf im Remsecker Stadtteil Neckarrems und gegenüber dem Stadtteil Neckargröningen.

### Städte und Gemeinden an der Rems
Die Rems durchläuft nacheinander die folgenden Landkreise und Kommunen:
- Ostalbkreis
  - Essingen
  - Mögglingen
  - Böbingen
  - Schwäbisch Gmünd
  - Lorch
- Rems-Murr-Kreis
  - Plüderhausen
  - Urbach
  - Schorndorf
  - Winterbach
  - Remshalden
  - Weinstadt
  - Waiblingen
- Landkreis Ludwigsburg
  - Remseck

## Nutzungsgeschichte
Das Wasser der Rems trieb ab dem Mittelalter vor allem Wassermühlen an. Die dazu errichteten Mühlwehre verhinderten lange Zeit die Flößerei. Zwar forderte bereits die württembergische Müllerordnung aus dem Jahr 1627 die Floßbarmachung der Rems, aber erst ab 1715 nach dem Bau von Stadt und Residenz Ludwigsburg beseitigte man, um das dort gebrauchte Holz heranzuschaffen, die hinderlichen Wehre oder umging sie mit Floßgassen. Ab dem Jahr 1723 flößte man auf dem Fluss viel Scheiterholz aus dem Schorndorfer Forst. 1747 erhielt der Unternehmer Braxmayer, der zahlreiche Floßgassen erbaut hatte, für zehn Jahre den Floßakkord auf der Rems. Um noch mehr Holz so über den Fluss zu transportieren, legte man in der Mitte des 18. Jahrhunderts an vier Zuflüssen Floßseen an, die im Winter angestaut, zur Floßzeit abgelassen und im Sommer beweidet wurden. Der See am Unterlauf des Schweizerbachs bei Lorch diente der Flößerei am Oberlauf der Rems oberhalb Lorchs, die jedoch 1826 wegen Wassermangels aufgegeben wurde. Der um 1744 angestaute Ebnisee war der bedeutendste der Rems-Floßseen.
Der erste Holzgarten an der Rems war in Neckarrems; 1834 wurde in Waiblingen ein zweiter angelegt, dessen Warenumschlag bald den des Neckarremser übertraf. In der Mitte des 19. Jahrhunderts machte der Ausbau der Abfuhrstraßen die Flößerei auf der Rems unrentabel, so dass man bereits bei landständischen Verhandlungen von 1849 und beim Landtag von 1850 darüber diskutierte, die Rems-Flößerei ganz einzustellen. Dies geschah dann nach Eröffnung der Remsbahn im Jahr 1862.

## Heutige Nutzung

### Wasserkraft

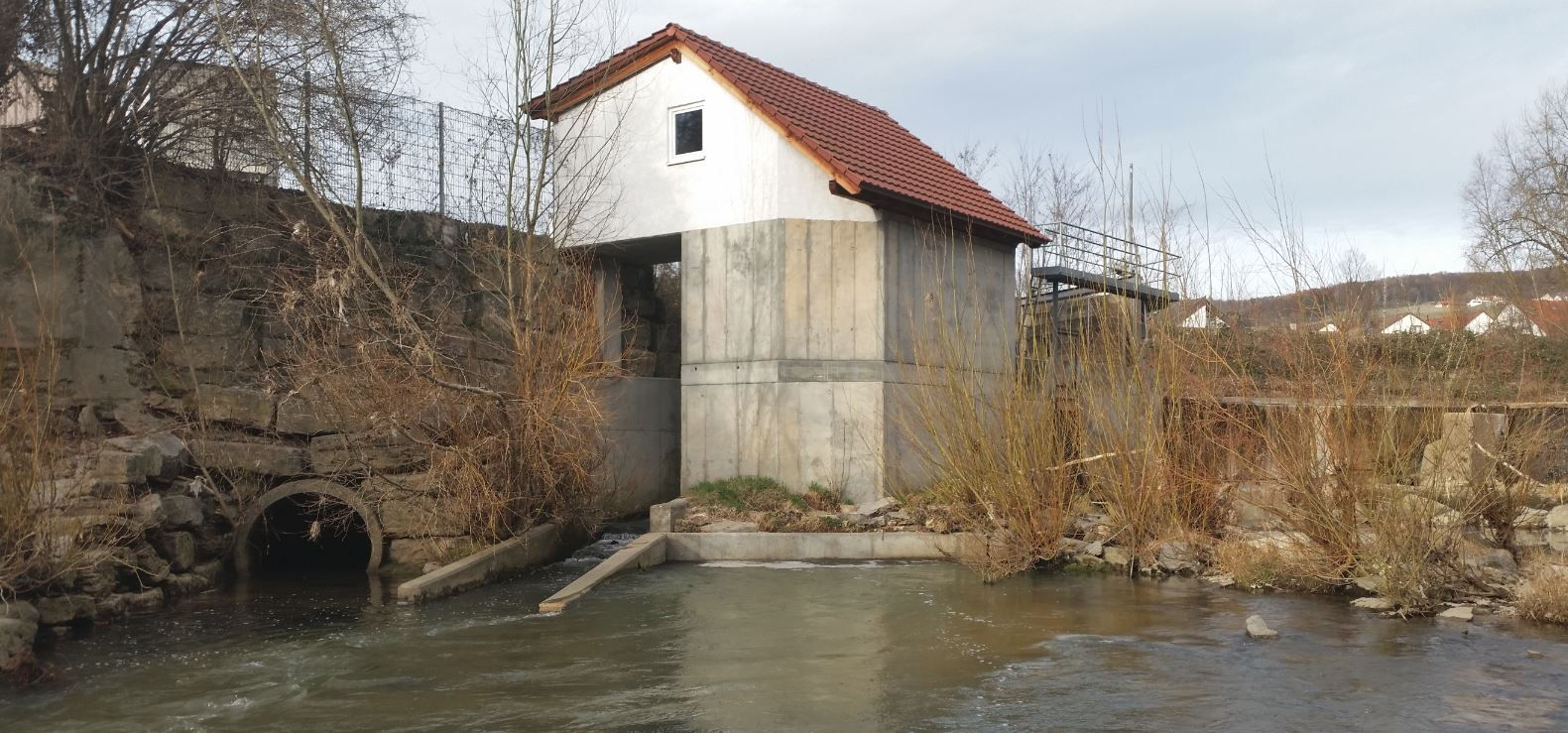
Wasserkraftanlage Remshalden-Grunbach

An mehreren ehemaligen Mühlenstandorten entlang der Rems wird heute aus Wasserkraft Strom gewonnen. Mehrere Anlagen verfügen über eine Fischtreppe. Im Folgenden eine Liste der Wasserkraftanlagen an der Rems in Abstromrichtung:
- Wasserkraftanlage Plüderhausen (⊙ 150 kW; Fallhöhe: 4,2 m)
- Wasserkraftanlage Urbach (⊙ 115 kW; Fallhöhe: 3,8 m)
- Wasserkraftanlage Remshalden-Grunbach (⊙ 146 kW; Fallhöhe: 3 m)
- Wasserkraftanlage am Birkelwehr in Weinstadt-Endersbach (⊙ 140 kW; Fallhöhe: 2,82 m)
- Wasserkraftanlage Beinsteiner Mühle (Geheime Mühle) (⊙ 40 kW)
- Wasserkraftanlage Hahn’sche Mühle in Waiblingen (⊙ 30 kW)
- Wasserkraftanlage Häckermühle in Waiblingen (⊙ 140 kW; Fallhöhe: 3,5 m)
- Hegnacher Mühle (⊙ 40 kW; Fallhöhe: 2,3 m)
- Wasserkraftanlage Remsmühle (Vogelmühle) (⊙ 35 kW)
- Schiedt’sche Mühle in Neckarrems (⊙)

### Freizeit
Der Ruderverein in Waiblingen nutzt einen etwa 1,8 km langen Abschnitt der Rems unterhalb der Beinsteiner Mühle als Ruderstrecke. Entlang einem Großteil des Flusslaufs verläuft ein ausgeschilderter Radweg.
Im Rahmen der Remstal-Gartenschau 2019 wurde die Rems an vielen Stellen renaturiert, neue Zugänge zum Wasser geschaffen und der Fluss von Wegen aus sichtbar gemacht.

## Hochwasser

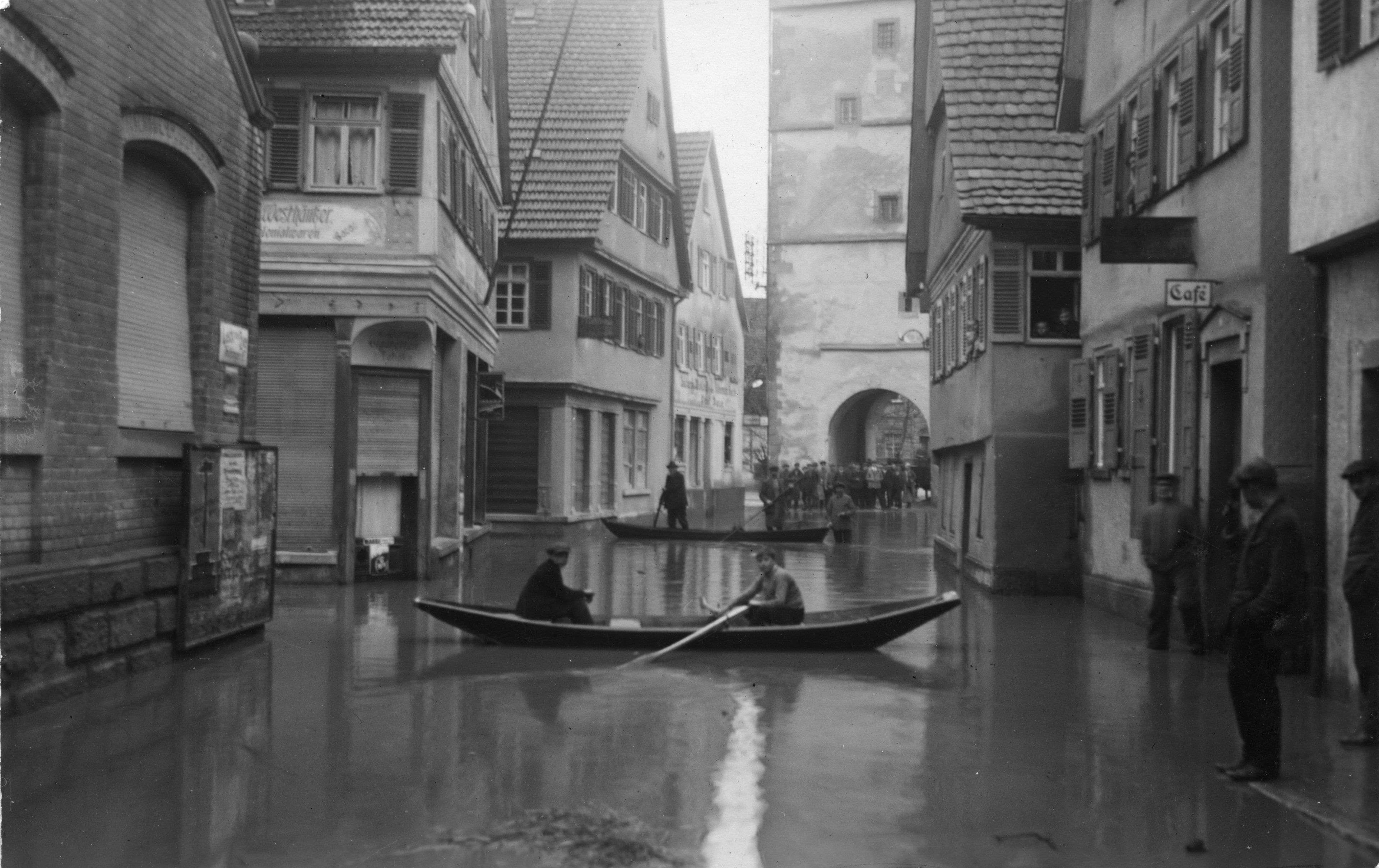
Auswirkungen des Hochwassers 1919 in Waiblingen

Am 24. Dezember 1919 erreichte die Rems 3,60 m über dem Normalpegel in Waiblingen und überflutete 85 Gebäude. Das remsaufwärts gelegene Schorndorf konnte Waiblingen nicht vorwarnen, da Schorndorf nicht durch eine Nachtverbindung an das Fernsprechnetz angeschlossen war.

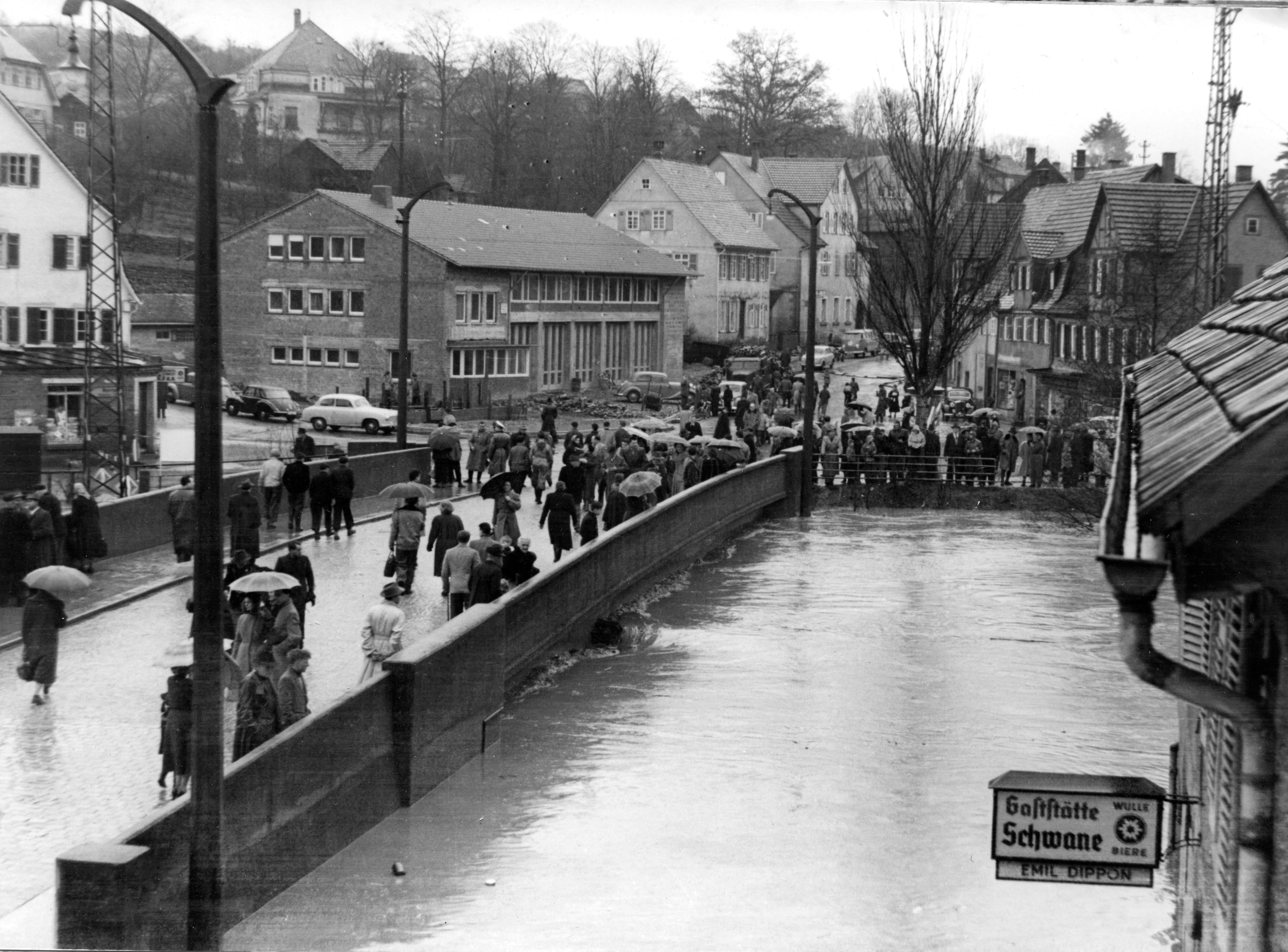
Hochwasser 1956 in Waiblingen

1956 traf Waiblingen das nächste schwere Hochwasser.
Der Wasserstand erreichte bei Schorndorf am 21. März 2002 mit 512 Zentimetern und am 13. Januar 2011 mit 522 Zentimetern historische Höchststände; der statistisch 100-jährige Wasserstand liegt bei 521 Zentimetern. Die Überschwemmungen des Hochwassers von 2002 richteten zwischen Remshalden und Waiblingen Schäden in Höhe von 40 Millionen Euro an.

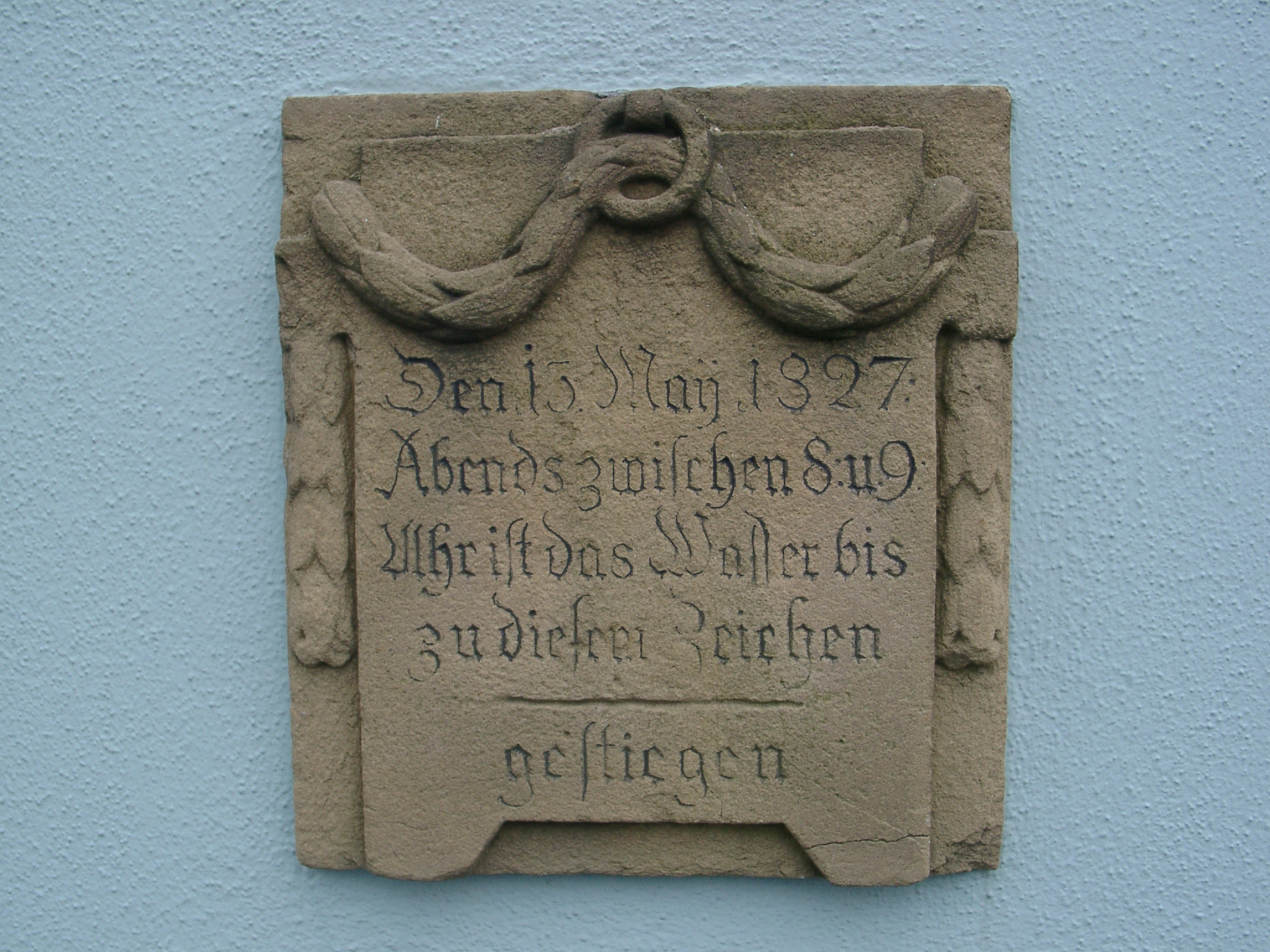
Hochwassermarke in Schwäbisch Gmünd von 1827
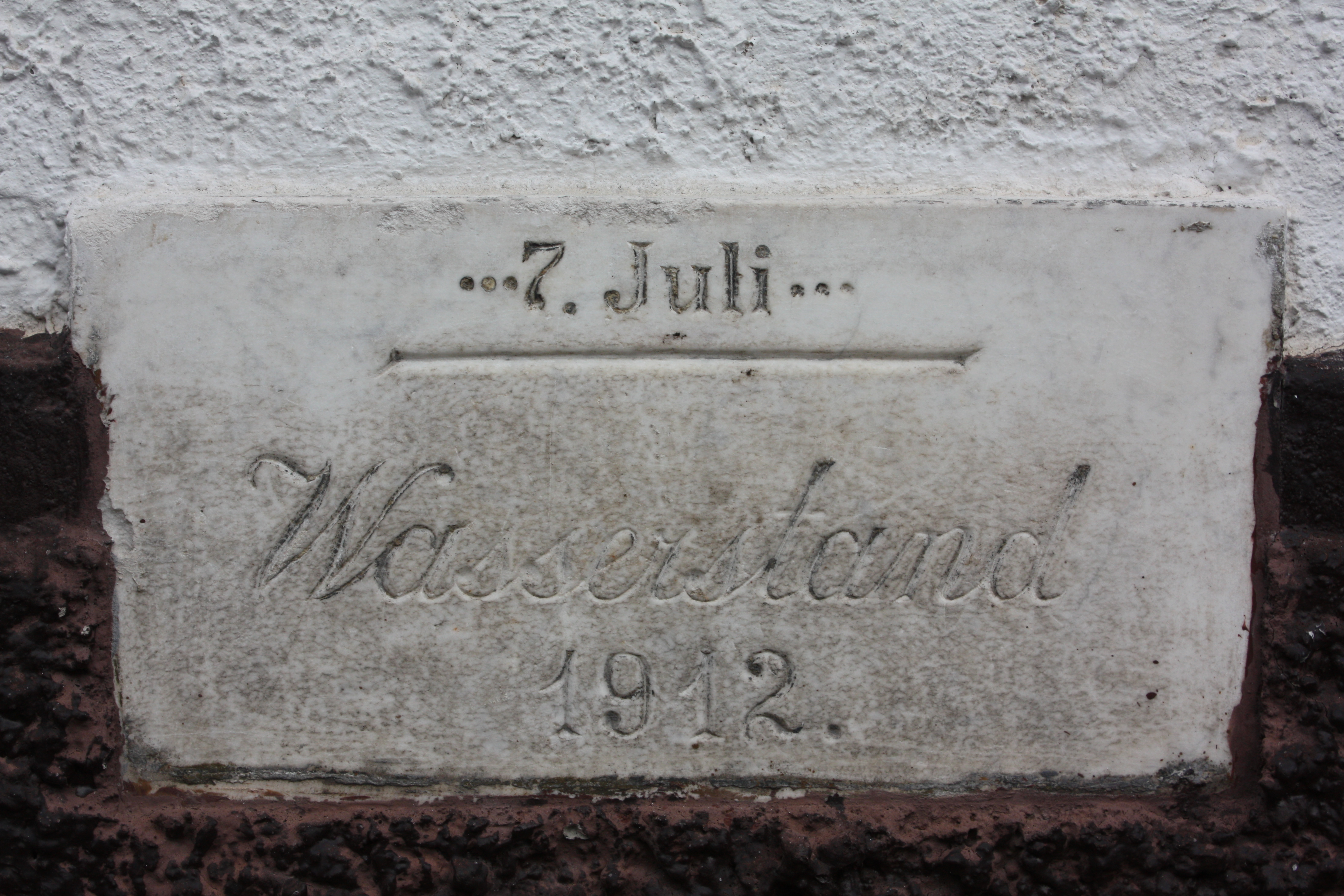
Hochwassermarke in Schwäbisch Gmünd von 1912
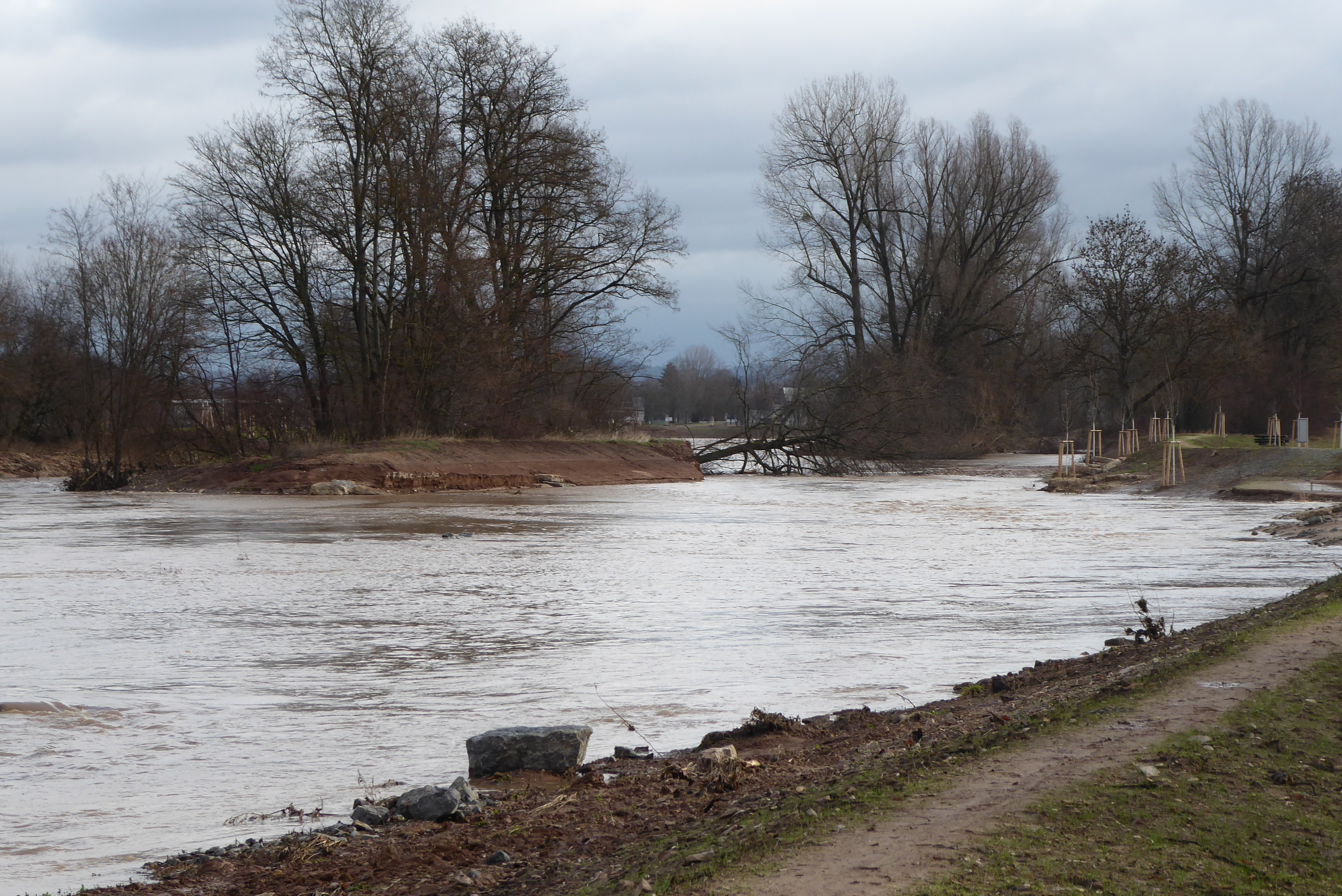
Hochwasser 14. Januar 2019

### Hochwasserschutz

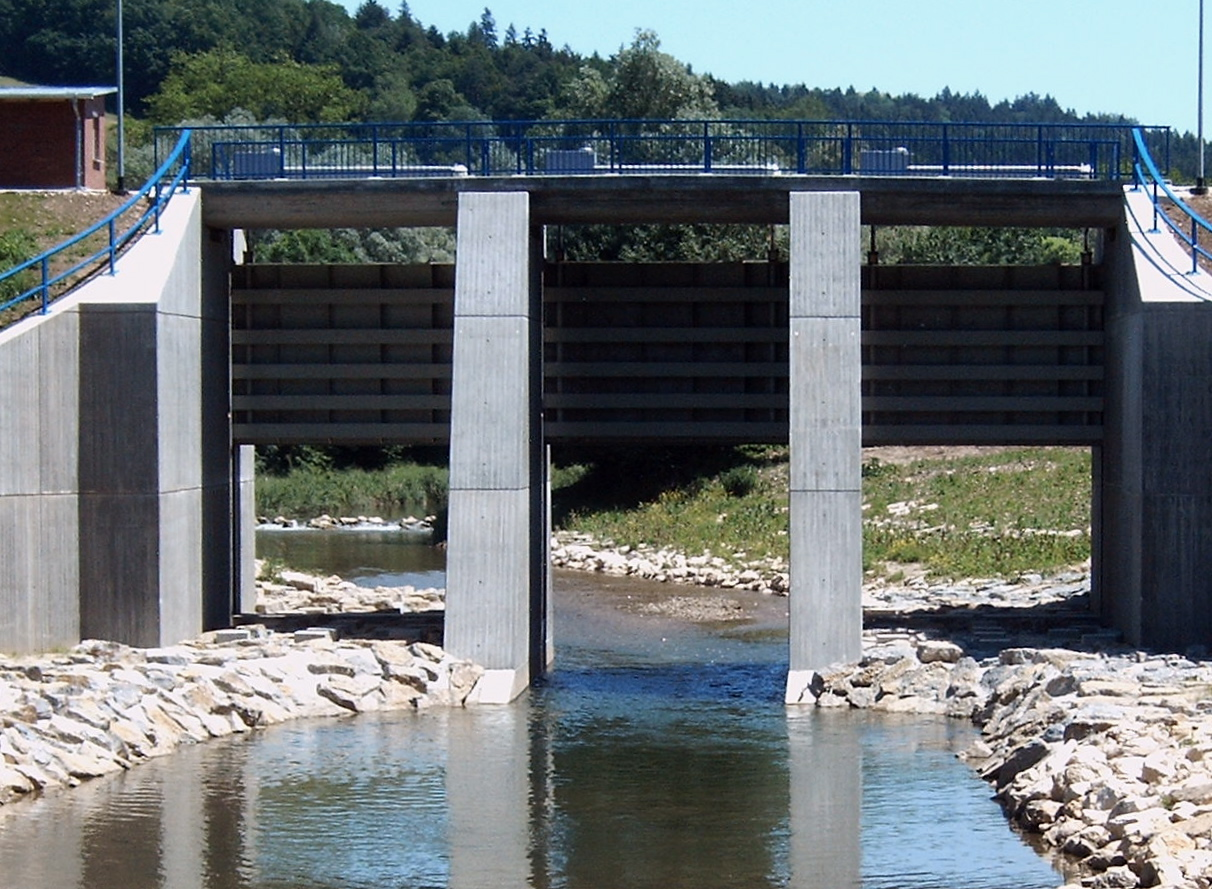
Sperrbauwerk bei Lorch

Der Wasserverband Rems hat ein Konzept zum Hochwasserschutz entwickelt, das vor allem den Bau von Hochwasserrückhaltebecken vorsieht. In den Jahren 2002 bis 2008 wurden die Rückhaltebecken Schorndorf-Winterbach, Reichenhof/Schwäbisch Gmünd und Lorch-Waldhausen gebaut, ein weiteres ist zwischen Plüderhausen und Urbach geplant.
Das Hochwasser von 2011 führte zu keinen Überschwemmungen im Remstal. Seine Hauptursache war der Zulauf aus der Wieslauf, die am Mittellauf in Schorndorf mündet. In dessen Verlauf wurde das Rückhaltebecken Schorndorf-Winterbach nahezu vollständig geflutet, das oberhalb liegende Rückhaltebecken Lorch-Waldhausen aber nur stundenweise.
Kritiker des Hochwasserkonzeptes – darunter der Bund für Umwelt und Naturschutz Deutschland – bemängeln, dass vor allem Flächenversiegelung die Hochwasser vermehre und verschlimmere, und dass dieser nicht gewehrt werde. Nach Schätzungen des Landes aus dem Jahr 2006 wird die Siedlungsfläche im Remstal bis 2014 um weitere 14 % zunehmen.
Zur Erreichung der Ziele der EU-Wasserrahmenrichtlinie und zur ökologischen Entwicklung veranlasste das Land Baden-Württemberg in den Jahren 2017 / 2018 als Gewässerstrukturmaßnahme eine naturnahe Umgestaltung der Rems auf einer Länge von 1,1 km zwischen Winterbach und Remshalden-Geradstetten.

## Ökologie

Geologischer Schnitt durch das Remstal zwischen dem Kernen und dem Korber Kopf

Die Rems bildet einen wichtigen Lebensraum für Tiere. In Waiblingen ist an der Rems der Eisvogel heimisch. Am Unterlauf befindet sich das Naturschutzgebiet Unteres Remstal.

## Remstal-Gartenschau 2019
Vom 10. Mai bis 20. Oktober 2019 fand im Remstal ein Grünprojekt des Landes Baden-Württemberg statt. Diese „kleinen“ Gartenschauen wechseln sich jährlich mit den Landesgartenschauen ab. Sechzehn Kommunen beteiligten sich an dieser Gartenschau.

## Bilder

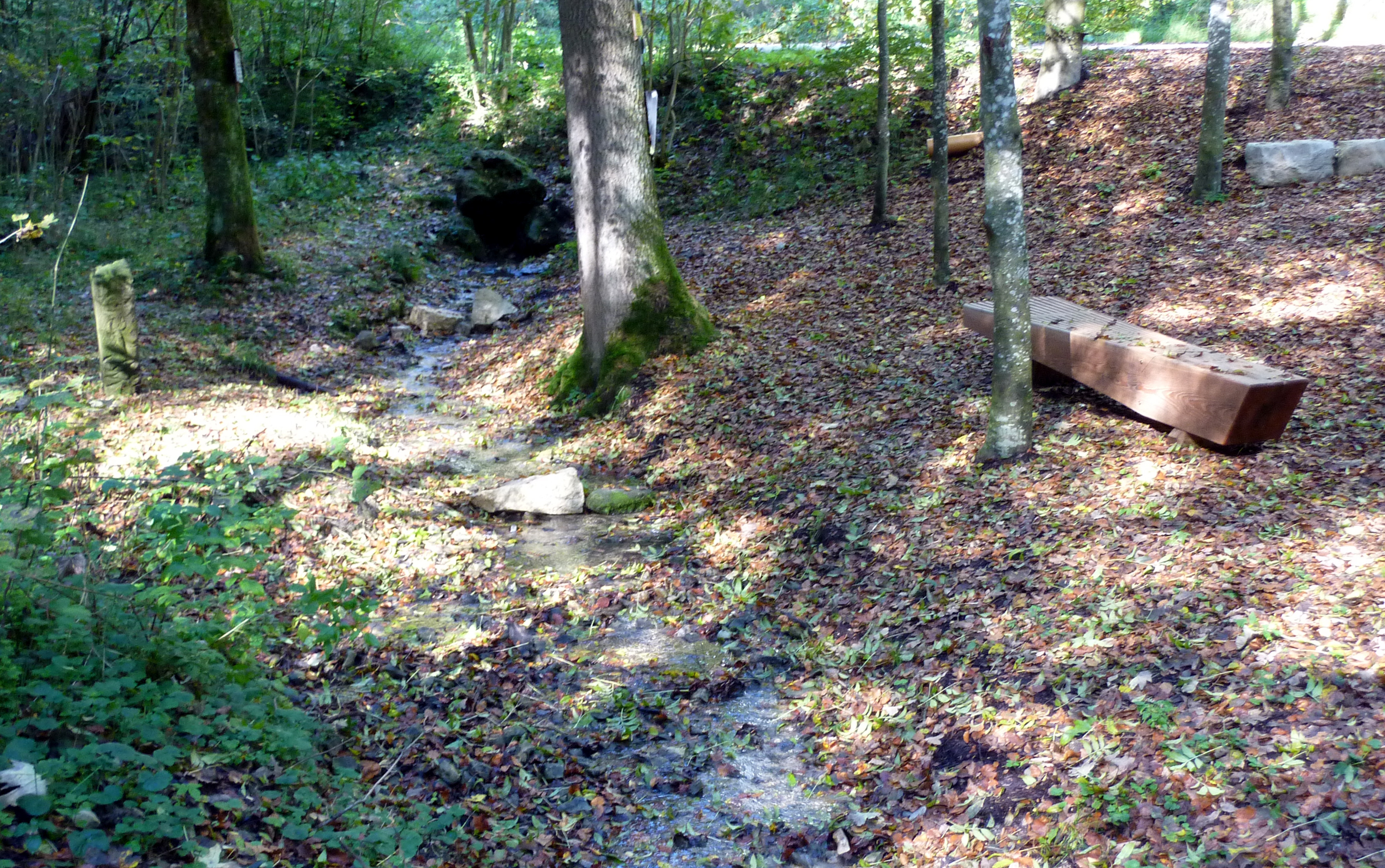
Remsursprung
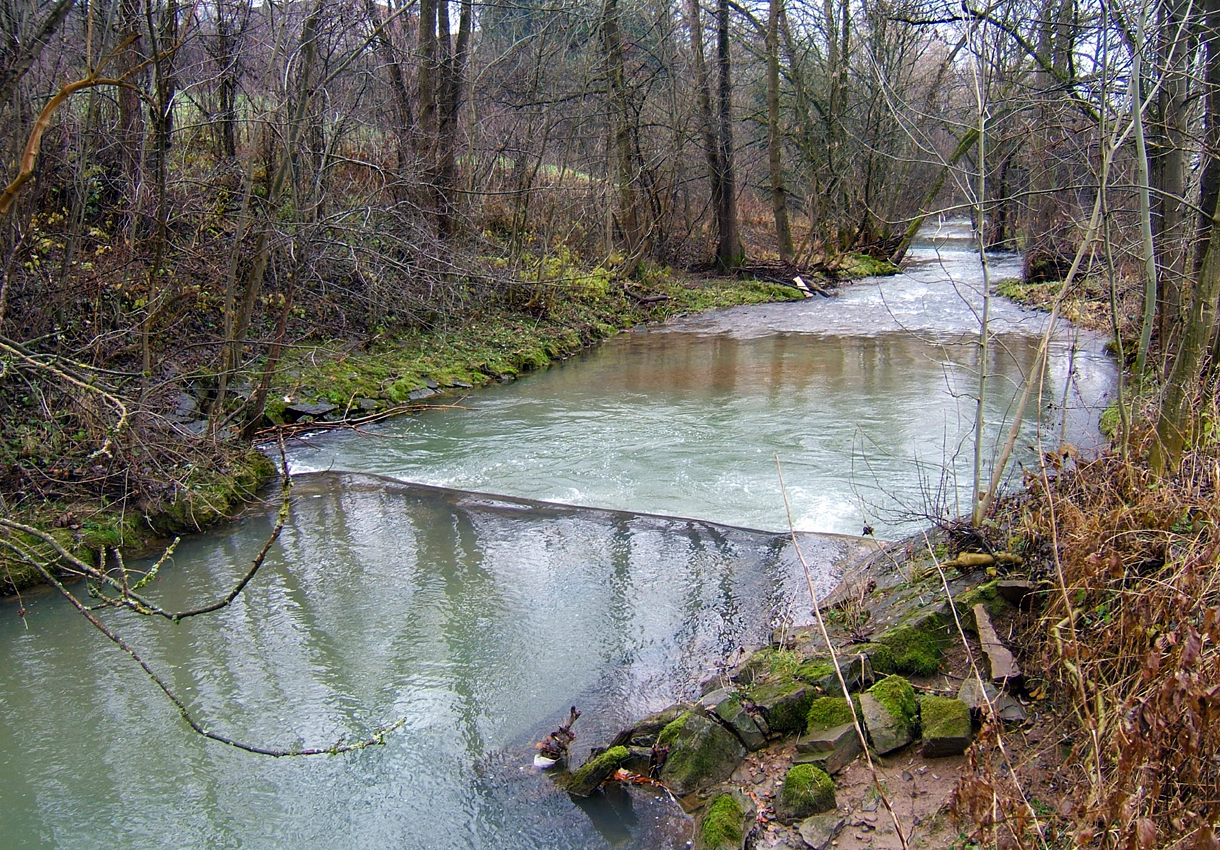
Bei Schwäbisch Gmünd
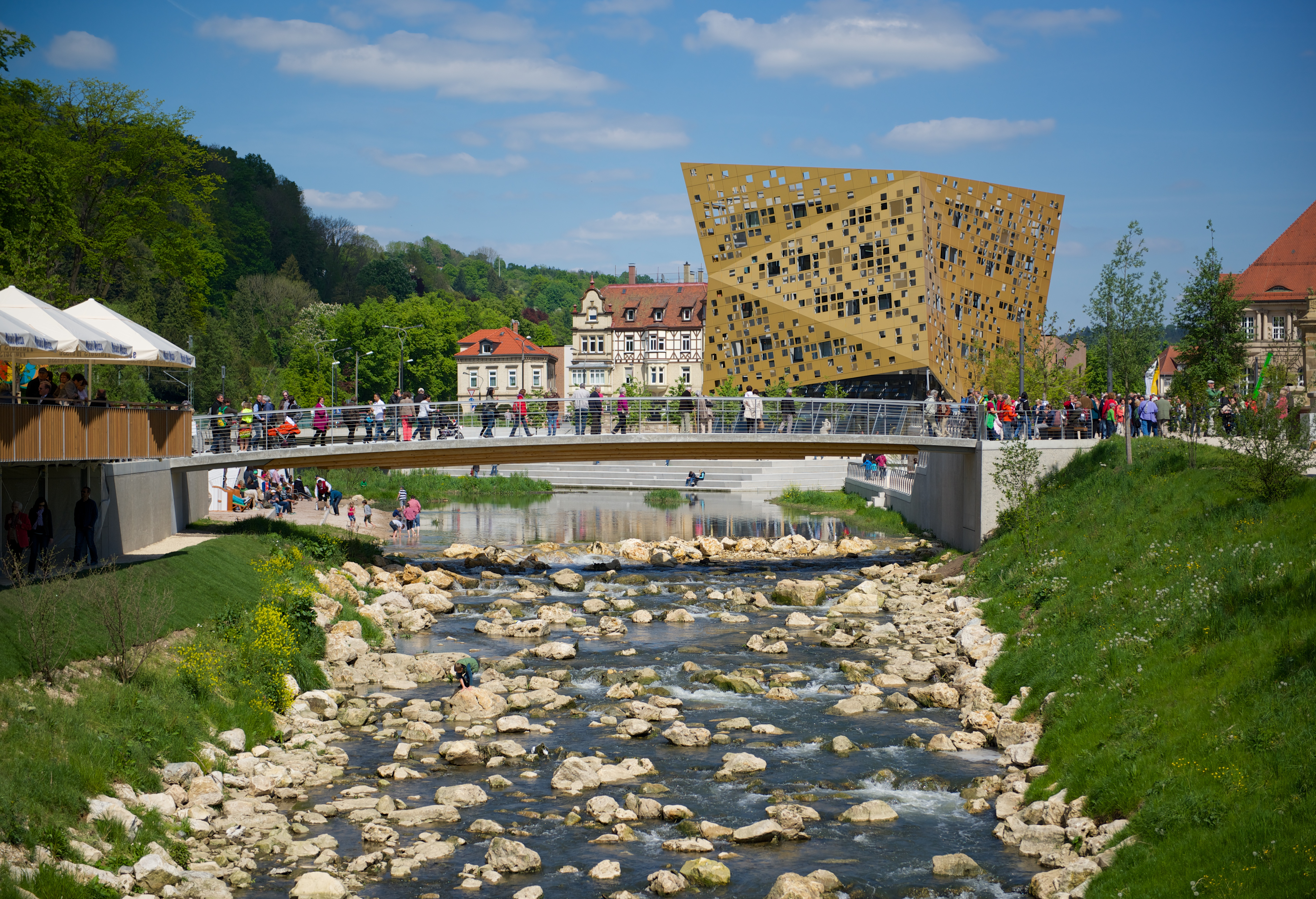
Rems in der Schwäbisch Gmünder Innenstadt nach der Umgestaltung für die Landesgartenschau 2014
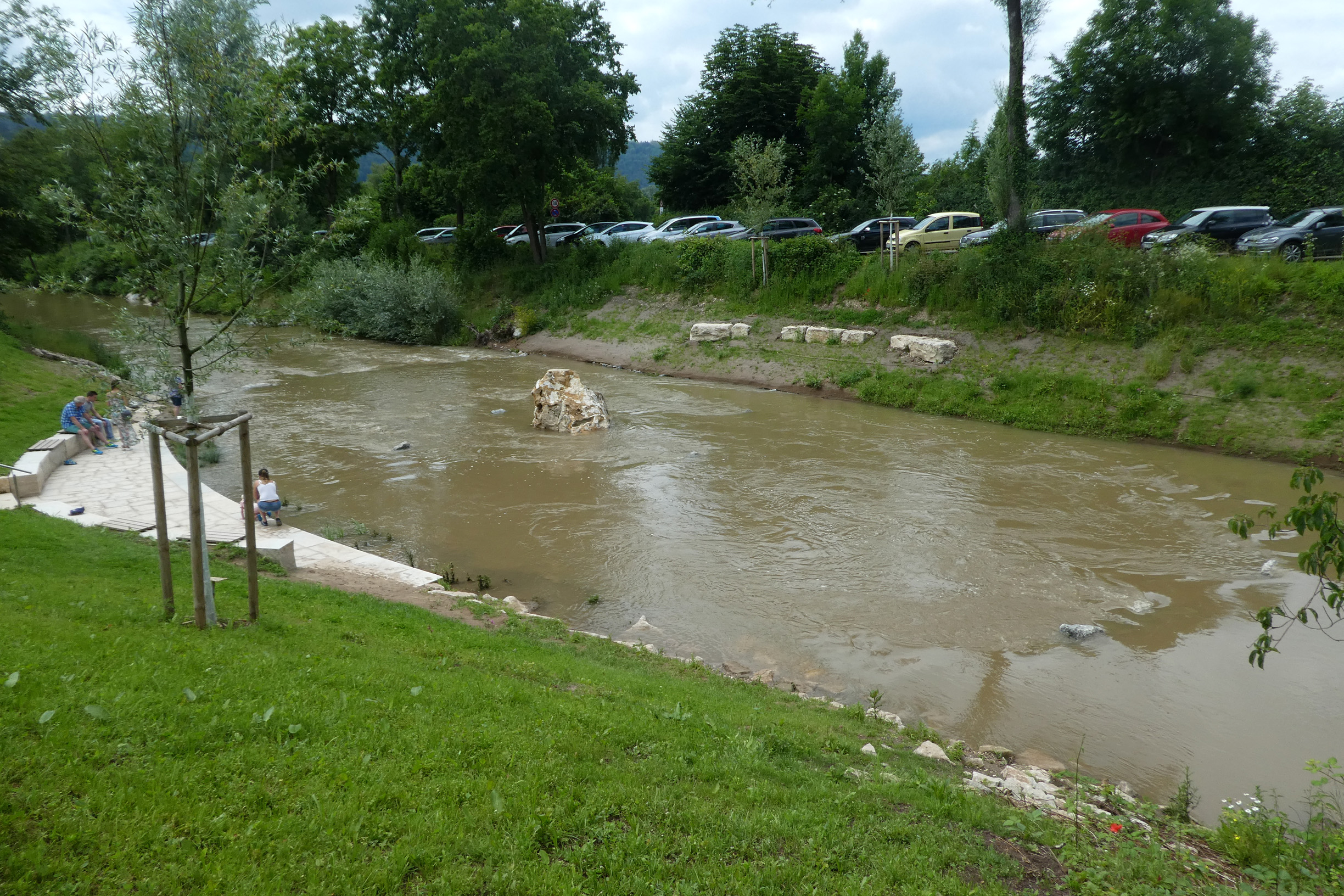
„Remsmittelpunkt“ bei Waldhausen
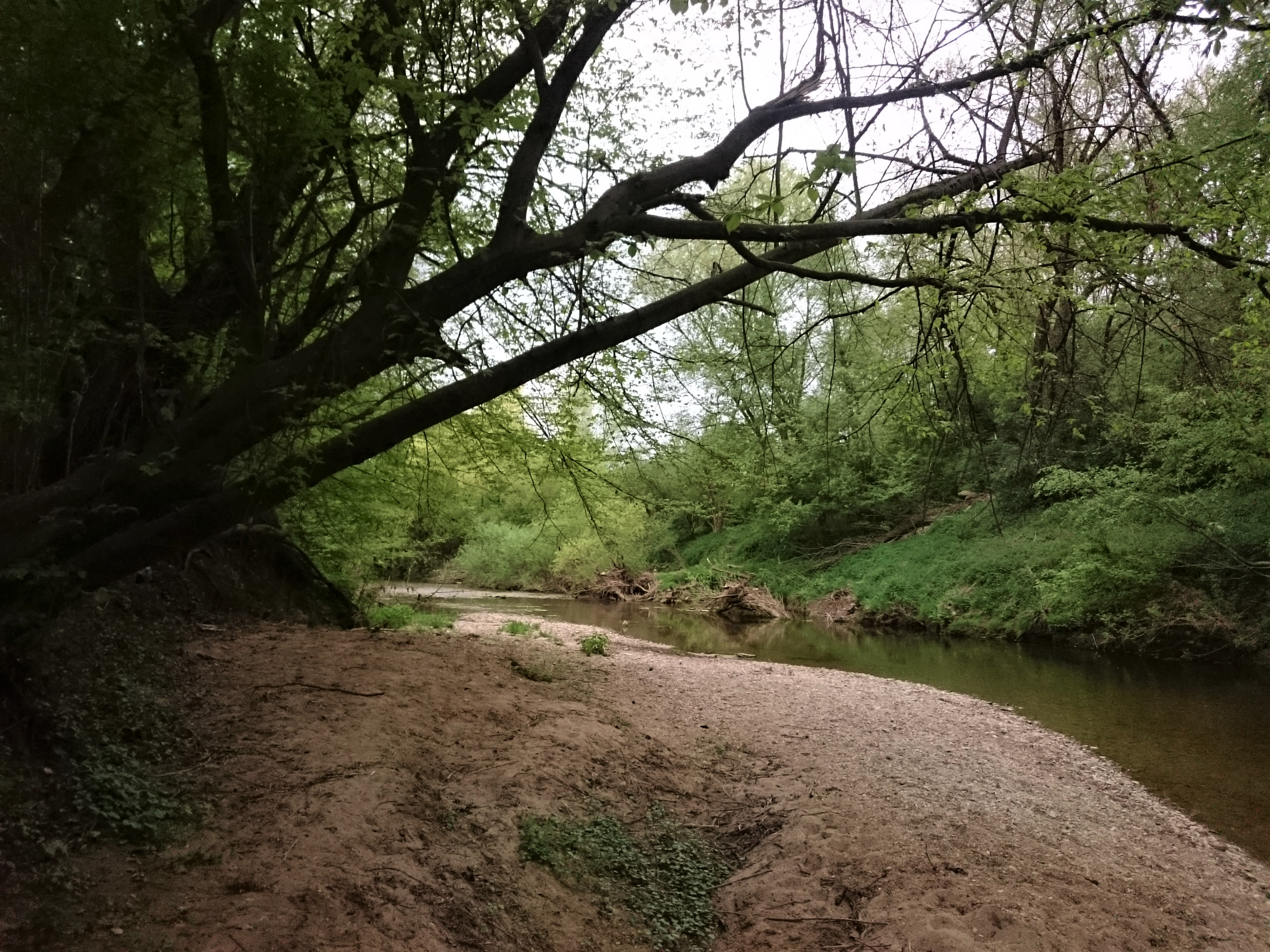
Zwischen Urbach und Schorndorf
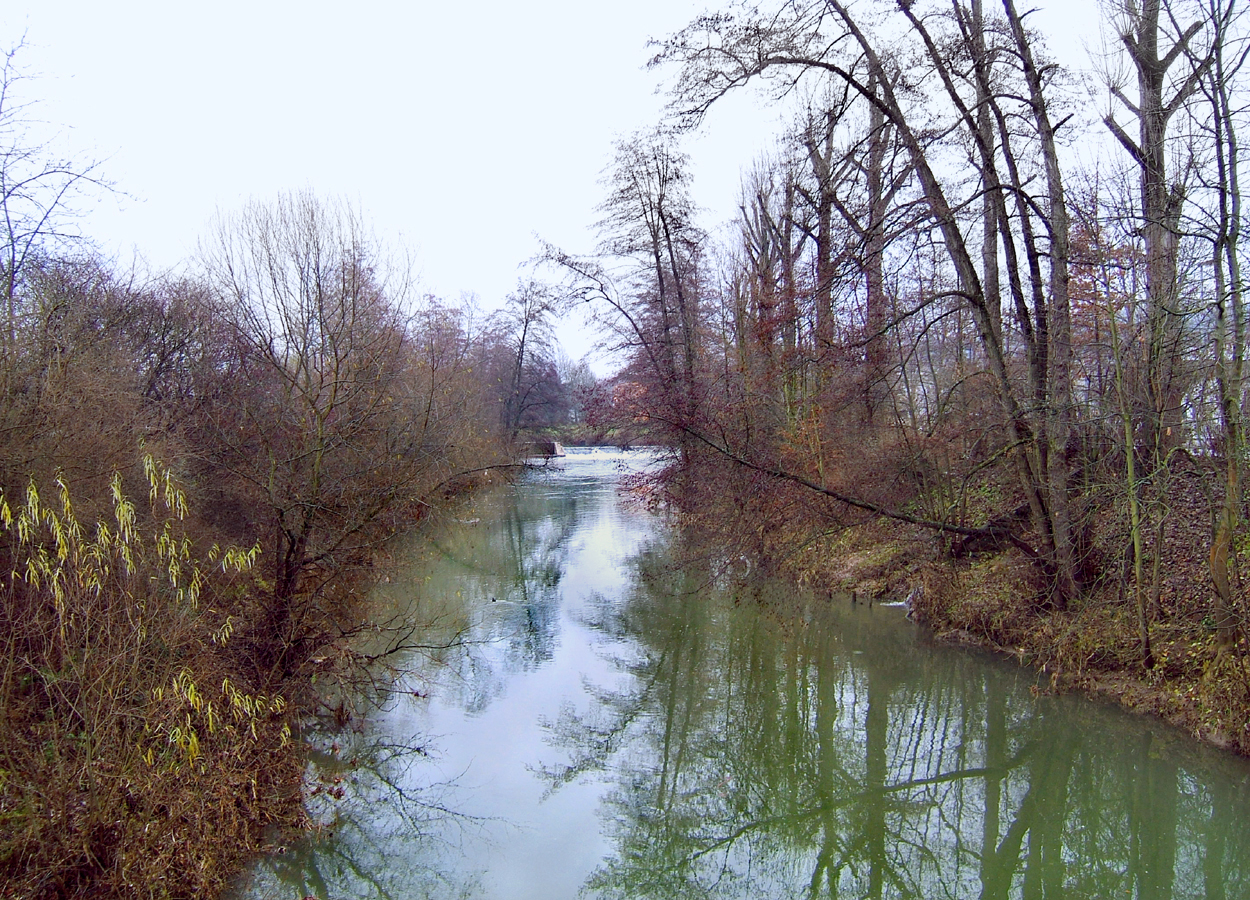
In Remshalden
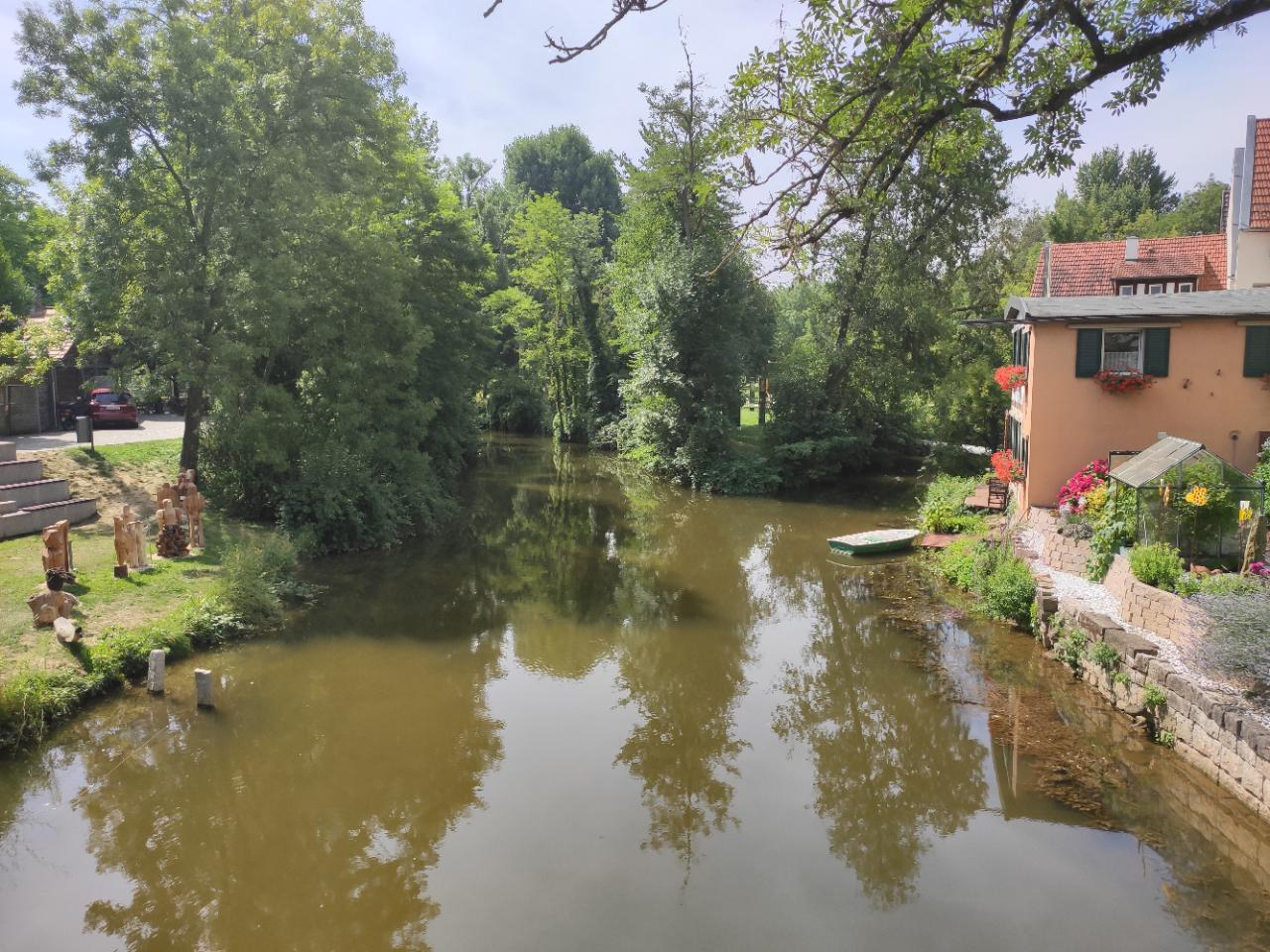
Zwei Remszweige an der Schwaneninsel in Waiblingen
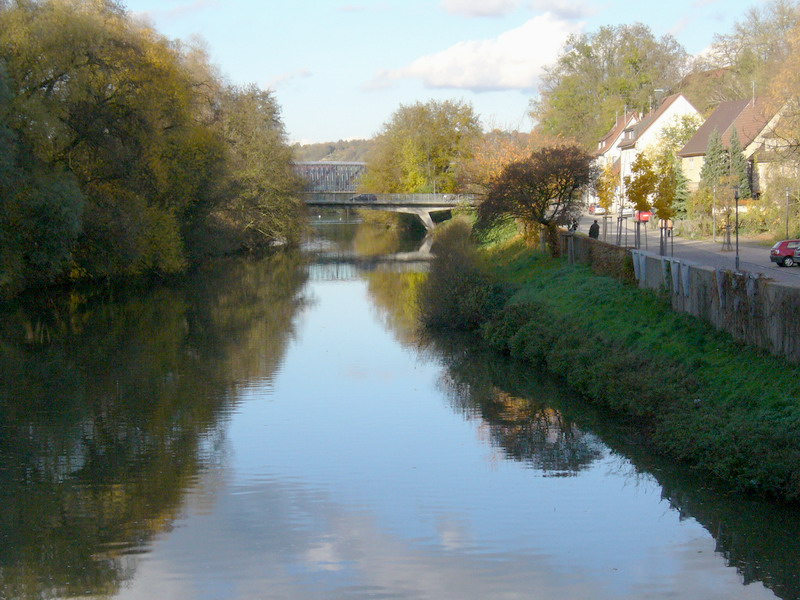
In Neckarrems
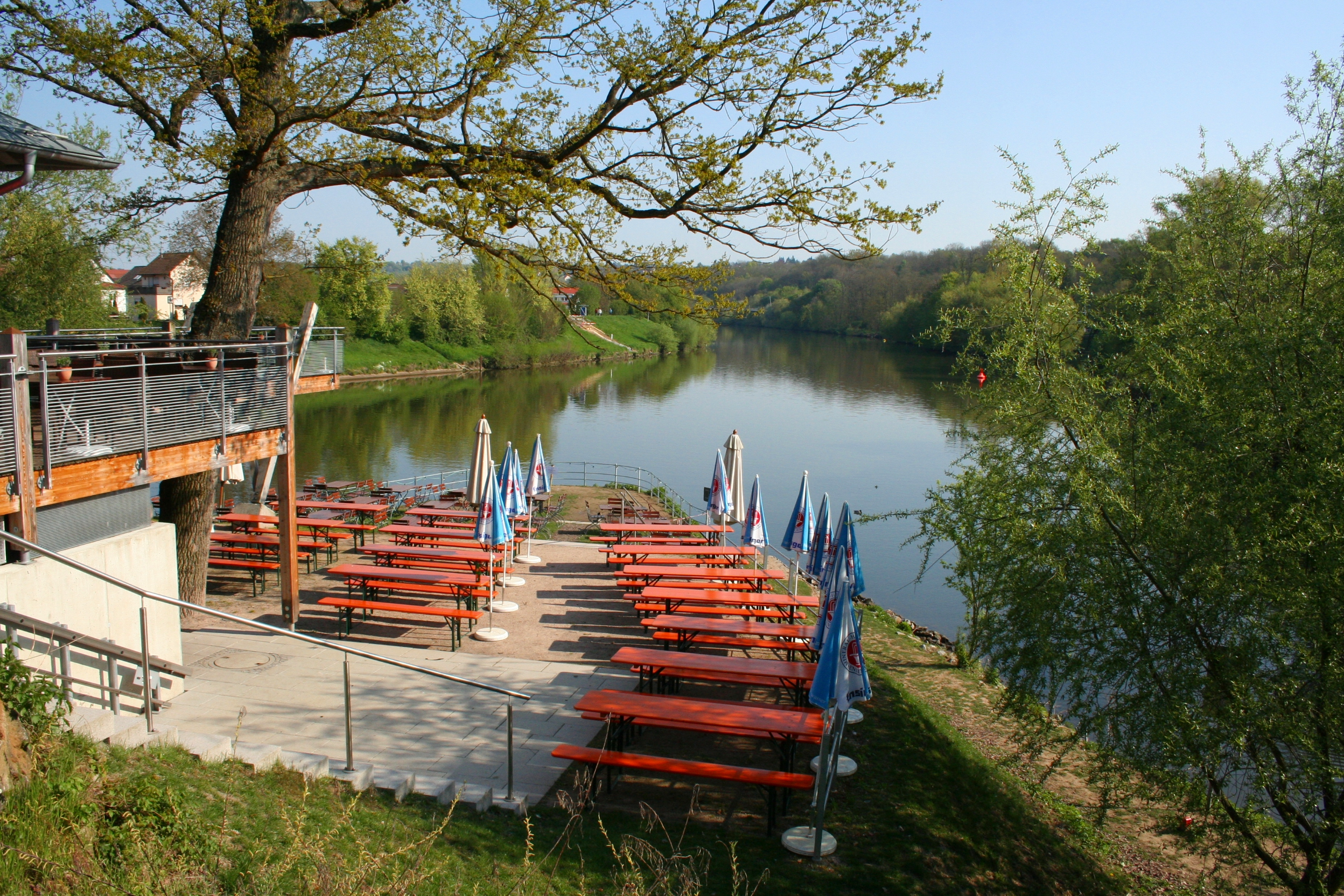
Mündung in den Neckar in Remseck
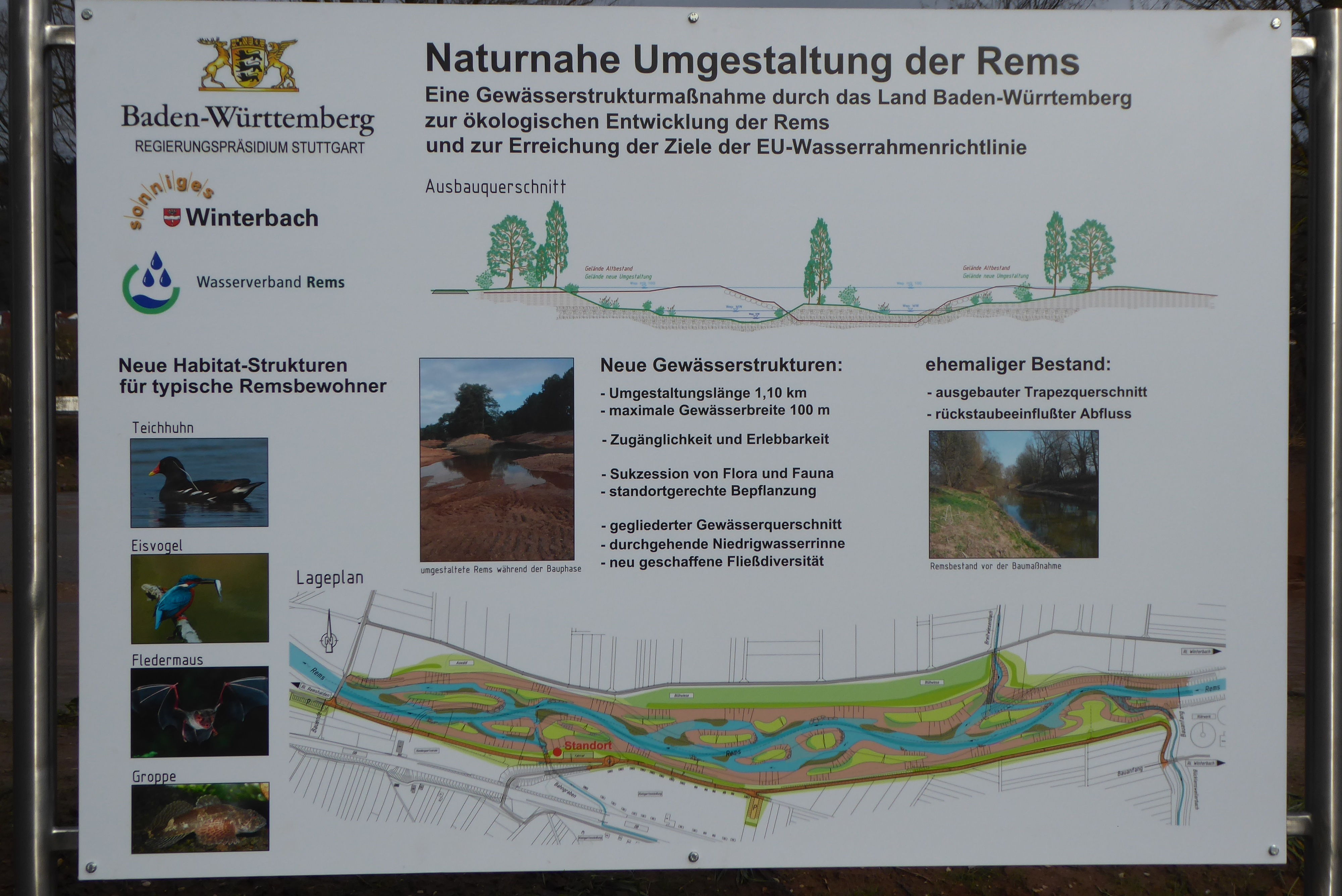
Renaturierung zw. Winterbach und Remshalden
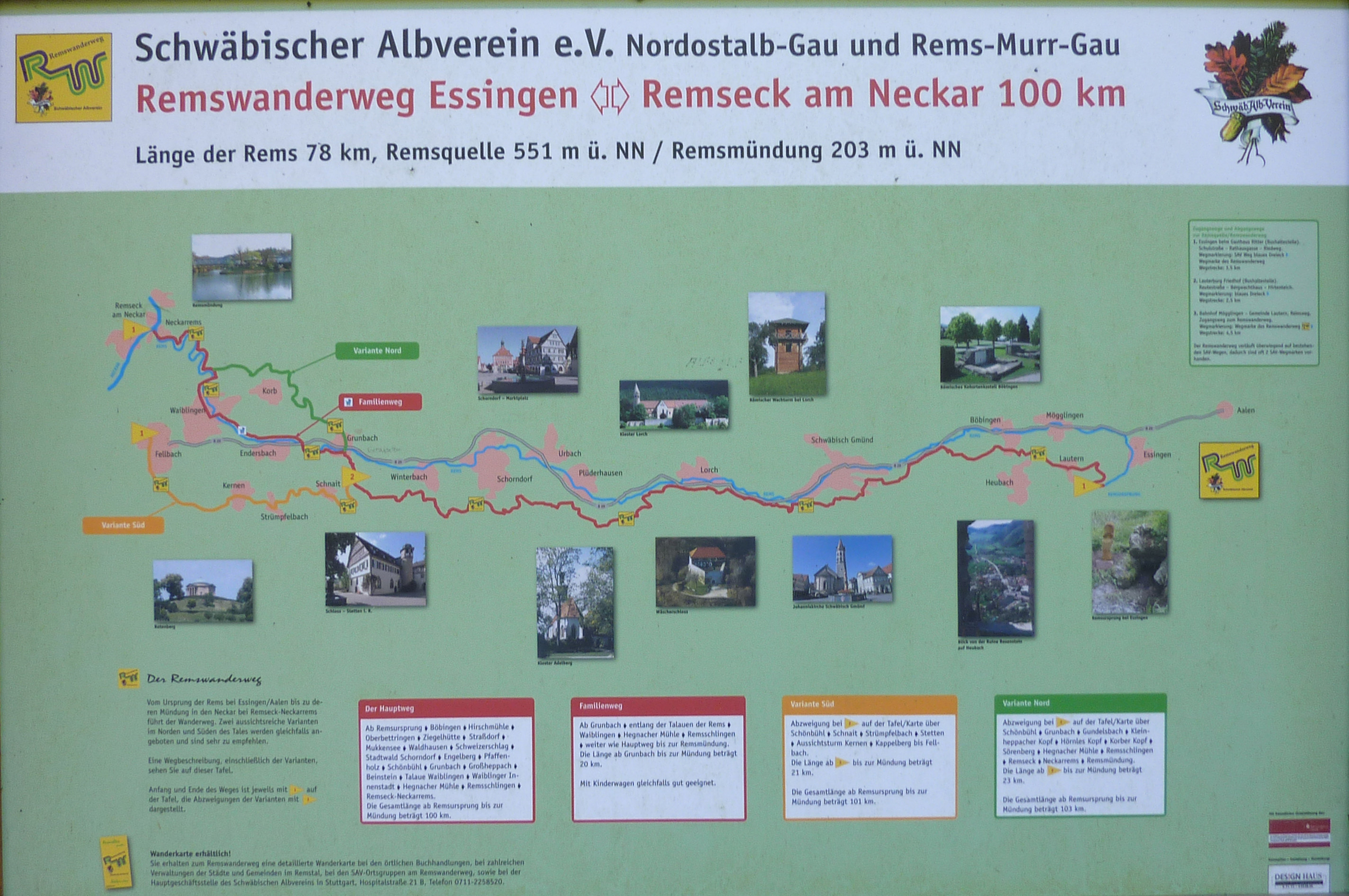
Remswanderweg
Karte

### LUBW
Amtliche Online-Gewässerkarte mit passendem Ausschnitt und den hier benutzten Layern: Lauf und Einzugsgebiet der Rems

Allgemeiner Einstieg ohne Voreinstellungen und Layer: Daten- und Kartendienst der Landesanstalt für Umwelt Baden-Württemberg (LUBW) (Hinweise)
1. ↑  Länge nach dem Layer Gewässernetz (AWGN).
2. ↑  Einzugsgebiet nach dem Layer Aggregierte Gebiete 05.
3. ↑  Der bei Plüderhausen mündende Eichenbach wird zuweilen auch Aichenbach genannt, er fließt am Aichenbachhof vorbei. Das Hintergrundlayer Topographische Karte beschriftet mit Eichenbach, die Einträge bei den Layern Gewässernetz (AWGN) und Gewässername lauten dagegen beide auf Aichenbach.

### Andere Belege
1. ↑  Quelle nach der Informationstafel am Remsursprung.
2. ↑  Stauziel des Neckars an der Mündung zwischen den Doppelschleusen Aldingen ober- und Poppenweiler unterhalb.
3. ↑  Pegeldaten nach: Deutsches Gewässerkundliches Jahrbuch Rheingebiet, Teil I 2009 Landesanstalt für Umweltschutz Baden-Württemberg, S. 118, abgerufen am 7. März 2021 (PDF, deutsch).
4. ↑  Pegeldaten nach: Ausbaupotenzial der Wasserkraft bis 1.000 KW im Einzugsgebiet des Neckars unter Berücksichtigung ökologischer Bewirtschaftungsziele (PDF; 1,9 MB), Ministerium für Umwelt, Klima und Energiewirtschaft Baden-Württemberg, Mai 2011, S. 8, abgerufen am 10. Oktober 2021.
5. ↑  Albrecht Greule: Deutsches Gewässernamenbuch. Walter de Gruyter, Berlin / Boston 2014, ISBN 978-3-11-057891-1, S. 432, „Rems“ (Auszug in der Google-Buchsuche).
6. ↑  RemstalWeg auf der Website des Schwäbischen Albvereins.
7. ↑  Ende der Flößerei nach: Verwaltungsbericht der Königl. Ministerialabteilung für den Strassen- und Wasserbau für die Rechnungsjahre 1905 und 1906, II. Abteilung, Wasserwesen, Stuttgart 1908, S. 111–114.
8. ↑  Wasserkraft an der Rems nach:
  - Frank Ammann: Wasserkraft an der Rems (Teil 1). www.feewi.de, 28. April 2010.
  - Frank Ammann: Wasserkraft an der Rems (Teil 2). www.feewi.de, 29. April 2010.
  - Frank Ammann: Wasserkraft an der Rems (Teil 3). www.feewi.de, 30. April 2010.
  - Frank Ammann: Wasserkraft an der Rems (Teil 4). www.feewi.de, 30. April 2010.
9. ↑  Annette Clauß: Das Weihnachten, das ins Wasser fiel. Stuttgarter Zeitung, 13. November 2019, abgerufen am 20. Juni 2022.
10. 1 2  Matthias Gandlau M.A.: „Als Weihnachten ins Wasser fiel. Remshochwasser 1919“. Stadt Waiblingen, 15. November 2019, abgerufen am 20. Juni 2022.
11. ↑  Matthias Gandlau, Kristina Kraemer, Tanja Wolf: Als Weihnachten ins Wasser fiel. Remshochwasser 1919. In: ausstellungen.deutsche-digitale-bibliothek.de. Haus der Stadtgeschichte Waiblingen, 10. Dezember 2020, abgerufen am 20. Juni 2022.
12. ↑  Hochwasser-Vorhersage-Zentrale Baden-Württemberg: Pegelstammdaten (Memento vom 29. September 2007 im Internet Archive)
13. 1 2  „Nach der Flut folgt das Aufräumen“, Gmünder Tagespost vom 15. Januar 2011.
14. ↑  Hochwasser: Neue Dämme retten das Remstal (Memento vom 17. Januar 2011 im Internet Archive), Stuttgarter Zeitung vom 14. Januar 2011.
15. ↑  Gmünder Tagespost vom 7. April 2006.
16. ↑  Website der Remstal-Gartenschau 2019.